# Shahrestān di Zarandiyeh
Lo shahrestān di Zarandiyeh (farsi شهرستان زرندیه) è uno dei 12 shahrestān della provincia di Markazi, il capoluogo è Mamuniyeh. Lo shahrestān è suddiviso in due circoscrizioni (bakhsh): 
- Centrale (بخش مرکزی), con le città di Mamuniyeh, Parandak e Zaviyeh.
- Kharqan (بخش خرقان)